# Annales regni Francorum

Annales regni Francorum sau Analele regatului franc (cândva cunoscute sub numele de Annales Laurissenses maiores și reținute în istoriografia germană ca Reichsannalen) reprezintă anale care acoperă istoria monarhilor carolingieni din 741 până în 829.
Compunerea lor pare să dovedească faptul că ar fi redactate la curte, acordându-le astfel un marcant caracter oficial. Editorii din secolul al XIX-lea consideră că textul ar fi existat în cinci versiuni, pe care le datează în momente diferite ale perioadei francilor carolingieni. O revizuire a analelor a fost atribuită istoricului franc Eginhard (c. 775 – 840) sub numele de Annales qui dicuntur Einhardi, cu toate că un argument categoric pentru atribuirea către Eginhard se lasă încă așteptat. Recent, o privire generală asupra întregului angrenaj al acestor anale, care are mare trecere astăzi, sugerează că întreg ansamblul ar fi fost elaborat într-o fază mai târzie.
Analele constituie una dintre sursele de bază pentru istoria politică și militară a epocii lui Carol cel Mare. În occident, ele au fost continuate cu Annales Bertiniani și utilizate pe scară largă de cei mai timpurii compilatori ai Annales Fuldenses.